# Crypte archéologique
Crypte archéologique (česky Archeologická krypta) je muzeum v Paříži umístěné pod náměstím Parvis Notre-Dame – place Jean-Paul II před katedrálou Notre Dame ve 4. obvodu. Představuje archeologické vykopávky od římské doby do 19. století, které byly nalezeny v letech 1965-1972 při výstavbě podzemních garáží. Muzeum bylo otevřeno v roce 1980 a patří mezi městská muzea. Jeho plocha činí 2200 m2 a v roce 2009 jej navštívilo 150 852 návštěvníků.

## Sbírky
V podzemním prostoru se nachází mnoho pozůstatků staveb, které stály v jižní části ostrova Cité. Z období galo-římské Lutetie se dochovalo nábřežní zdivo tehdejšího přístavu, části zařízení veřejných lázní (systém vytápění hypocaust) a část hradeb z počátku 4. století. Ze středověku se dochovalo sklepení bývalé kaple špitálu Hôtel-Dieu a základy domů v ulici Rue Neuve Notre-Dame. Z 18. století pocházejí základy sirotčince. Z 19. století jsou vidět stopy kanalizace při přestavbě Paříže za prefekta Haussmanna.
Od roku 2000 je krypta ve správě městského Muzea Carnavalet.